# Липани
Липани (словац. Lipany) — місто в Словаччині, Сабинівському окрузі Пряшівського краю.

## Географія
Розташоване в північно—східній частині Словаччини у Шариській долині на межі Шариської височини та Чергівських гір при впадінні Липанського потока до Ториси. Протікають Дубовицький потік і Лучанка.

## Історія
Вперше згадується у 1312 році.

## Пам'ятки культури
- парафіяльний готичний костел св. Мартина з першої половини 14 століття, кілька разів перебудований в стилі ренесансу з вівтарем від майстра Павла з Левочі,
- римо-католицький костел св. Марії Магдалини з 1760 року в стилі бароко, біля костела росте стародавня могутня липа,
- греко-католицька церква свв. Кирила і Мефодія з 2012 року.

## Населення
| Рік:            | 1994. | 2004.   | 2014.   | 2024.   |
| --------------- | ----- | ------- | ------- | ------- |
| Кількість осіб: | 5800  | 6302    | 6422    | 6450    |
| Різниця:        |       | +8,65 % | +1,90 % | +0,43 % |

| Рік:            | 2023. | 2024.   |
| --------------- | ----- | ------- |
| Кількість осіб: | 6451  | 6450    |
| Різниця:        |       | -0,01 % |

У місті проживають 6 484 особи.
Національний склад населення (за даними останнього перепису населення — 2001 року):
- словаки — 91,17 %,
- цигани — 7,37 %,
- чехи — 0,33 %,
- українці — 0,31 %,
- русини — 0,28 %,
- поляки — 0,08 %,
- угорці — 0,07 %,
- моравці — 0,05 %,
- німці — 0,03 %.

Склад населення за приналежністю до релігії станом на 2001 рік:
- римо-католики — 89,51 %,
- греко-католики — 5,99 %,
- протестанти — 0,31 %,
- православні — 0,24 %,
- не вважають себе вірянами або не належать до жодної вищезгаданої конфесії — 3,87 %